# Chữ khắc và Nghệ thuật đá Bir Hima
Chữ khắc và Nghệ thuật đá Bir Hima (tiếng Ả Rập: بئر حما) là một địa điểm nghệ thuật đá nằm ở tỉnh Najran, phía tây nam Ả Rập Xê Út, cách 200 kilômét (120 mi) về phía bắc thành phố Najran. Đây là một địa điểm khảo cổ thời đại đồ đá cũ và thời đại đồ đá mới cổ đại, có niên đại từ  7000–1000 trước Công nguyên (TCN). Bir Hima chứa đựng một số máng xối tương tự ở khu vực từ Bắc Ả Rập đến Yemen. Nó đã được công nhận như là một phần của Khu vực văn hóa Hima được UNESCO công nhận là Di sản thế giới vào tháng 7 năm 2021.

## Lịch sử
Lịch sử cổ đại về sự chiếm đóng của con người tại đây do nguồn tài nguyên hoang dã, nước và địa hình đá vôi của khu vực. Nghệ thuật khắc đá tại Ả Rập Xê Út trong những năm gần đây được đánh giá cao, được coi là một trong những nghệ thuật giàu có nhất trên thế giới cùng với Úc, Ấn Độ và Nam Phi. Khu vực này được khám phá bởi đoàn thám hiểm Philby-Ryckmans-Lippen vào năm 1951 và được xuất bản bởi E. Anati (1969–72). Sau đó, người ta ghi nhận rằng những hình ảnh trên đá đã được khắc vào trong quá trình hình thành đá sa thạch, có niên đại 300–200 TCN. Di sản phong phú các bức tranh khắc đá này chỉ được Bộ Cổ vật của Ả Rập Xê Út chú ý từ sau năm 1976 khi Jubbah và các địa điểm khác được tiến hành nghiên cứu. Một trong những thành viên của đoàn thám hiểm đang tìm hiểu về loại hình nghệ thuật này đã tìm thấy một khu vực phía tây giếng cổ Bir Hima, nơi ghi lại là có được 250 hình ảnh.

## Mô tả
Bir Hima, là một địa điểm thời đại đồ đá cũ và đồ đá mới cổ đại, nằm ở phía bắc Najran được phân loại là thời đại đồ đá cũ sớm hoặc Oldowan sớm. Ngoài các bức tranh khắc đá, các công cụ được sử dụng để chạm khắc các tác phẩm nghệ thuật này (dạng công cụ cắt nhỏ hoặc đá cuội) cũng được phát hiện. Chúng được làm bằng đá Quartzit, Andesit và Đá lửa. Các hình ảnh dường như được khắc với đồng. Các bức tranh khắc đá ghi nhận ban đầu được tìm thấy vào những năm 1950 bao gồm dao găm và kiếm, cung tên có đầu mũi tên ngang, kiếm lưỡi hái và thanh ném. Những mô tả này được hiểu là biểu tượng của thuyết vật linh.
Bir Hima là một phần của Najran, một kho tàng các bức tranh khắc đá, chỉ bị che khuất bởi những bức tranh được tìm thấy ở vùng Jubbah. Tại đây, hơn 100 địa điểm khảo cổ đã được xác định. Tại khu vực Najran, có tới 6.400 hình ảnh minh họa về con người và động vật, trong đó có hơn 1.800 hình ảnh lạc đà và 1.300 mô tả con người. Ngoài ra là những hình ảnh về hươu cao cổ cùng các loài động vật khác và đặc biệt là một bản khắc thế kỷ 6 về vị vua Do Thái Dhu Nuwas của Himyar đã chiếm đóng Najran. Một số mảnh lạc đà có khớp nối đã được khai quật tại địa điểm số 217-44. Ngoài tranh khắc đá thì hàng nghìn chữ khắc cũng đã được tìm thấy, bằng nhiều loại chữ viết khác nhau gồm bảng chữ cái Al-musmad, Ả Rập Nabataea, Nam Ả Rập, Hy Lạp và Hồi giáo.

## Hình ảnh
- Chữ khắc của Vũ công
- Hình ảnh săn bắn
- Hình ảnh lạc đà trên núi Al-Mauaqea
- Chữ khắc của Minshaf
- Chữ khắc của Shasaa
- Chữ khắc trên núi Hima